# 橫山 (新竹縣大字)
橫山，是臺灣新竹縣橫山鄉的一個傳統地域名稱，位於該鄉西部。相較於今日行政區，其範圍大致為橫山村西北大半部。
本地區位於頭前溪兩大支流油羅溪、上坪溪的交會處。

## 歷史
台灣清治末期至日治初期，橫山地區為一街庄，稱為「橫山庄」，隸屬於竹北一堡。該庄昔日西北隔上坪溪分流與下公館庄、鷄油林庄為界，東北隔油羅溪沙洲地及分流與山豬湖庄、大肚庄為界，東南邊為頭份林庄，西南邊為田藔坑庄。
1901年（日治明治三十四年）11月，全台廢縣廳改設二十廳，該庄隸屬於新竹廳。1909年（明治四十二年）10月，合併二十廳為十二廳，該庄隸屬不變。1920年（大正九年），廢十二廳改設五州二廳，該庄改制並雅化為「頭分林」大字，隸屬於新竹州竹東郡橫山庄，大字下有「橫山」、「蔗廍」小字名。
戰後橫山庄改制為橫山鄉，隸屬於新竹縣，大字亦改制為村。1950年桃、竹、苗分治，橫山鄉隸屬不變。

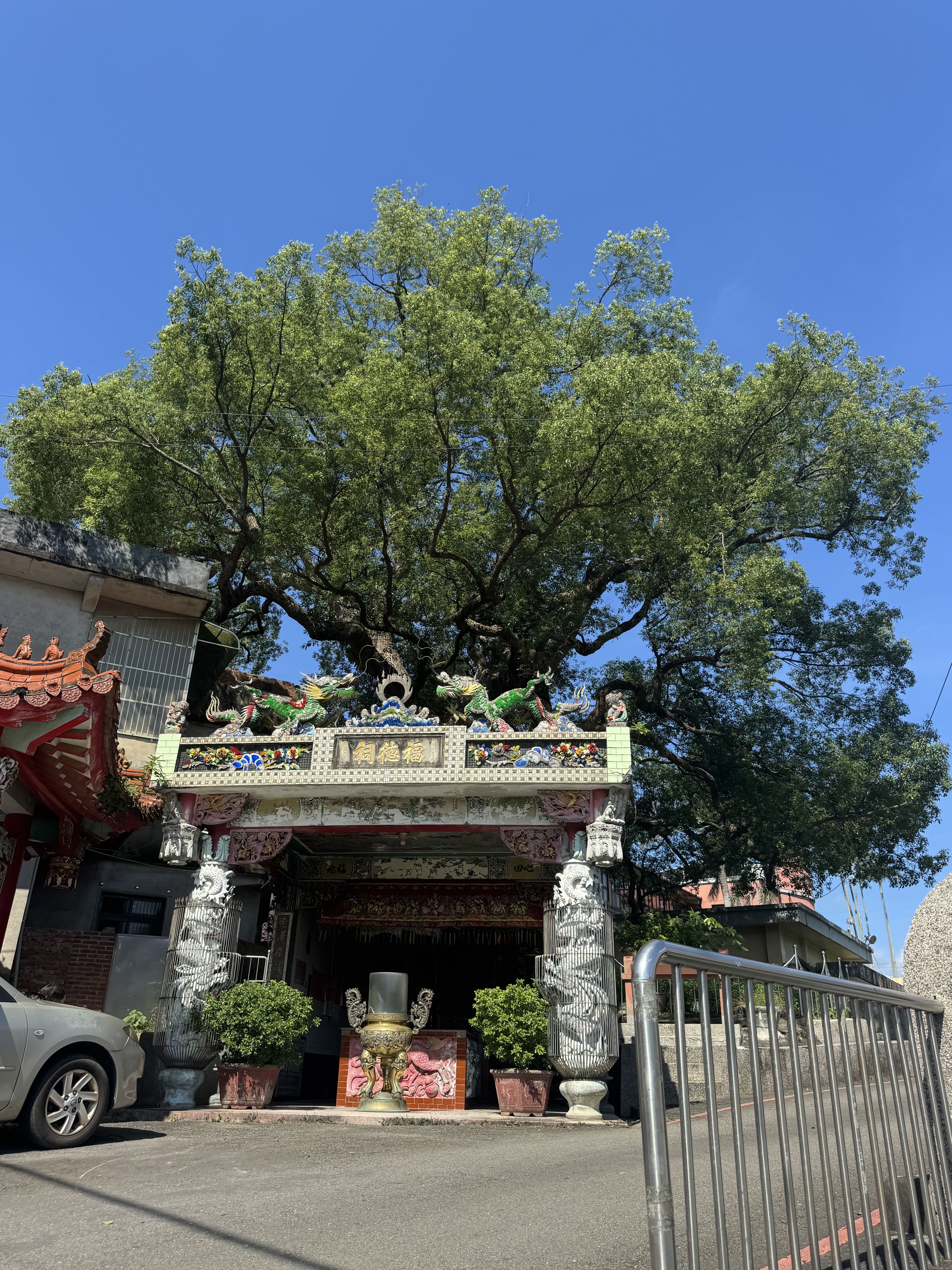
橫山開基伯公廟與橫山伯公大樟樹

## 交通
台鐵內灣線是新竹至內灣的鐡路，大致以西北西—東南東走向轉西南－東北走向經過橫山地區。境內設有橫山車站，屬招呼站，僅停靠區間車。由該站搭車向西可前往竹中車站轉乘至六家或新竹，向東北轉東可前往內灣。
省道台3線俗稱「內山公路」，是台北至屏東的內陸縱貫幹道，大致以東北—西南走向轉東南東—西北西走向經過本地區北部，向東北轉東南經橫山市區（九讚頭）再轉北可前往關西、龍潭、大溪等地，向西經下公館轉西南可前往北埔、峨眉、三灣、獅潭等地。
鄉道竹34線（橫山街一段～二段）是崁頭至大山背的道路，其西側端點位於橫山地區西部偏南的崁頭聚落東側鄉道竹33線路口。由此向東北轉東南東可前往頭分林、大山背並止於鄉道竹35線路口。
鄉道竹33線（田洋街）是新庄子至水頭排（紙寮對岸）的道路，其北側端點位於本地區西北部新庄子聚落的省道台3線路口。由此向南轉東再轉南可前往田寮坑地區南部的水頭排聚落。

## 學校
- 中華科技大學新竹校區
- 華山國中
- 橫山國小